# (236616) Gray
(236616) Gray est un astéroïde de la ceinture principale.

## Description
(236616) Gray est un astéroïde de la ceinture principale. Il fut découvert le 1er mai 2006 à Mauna Kea par Paul Wiegert. Il présente une orbite caractérisée par un demi-grand axe de 2,64 UA, une excentricité de 0,05 et une inclinaison de 2,0° par rapport à l'écliptique.

## Compléments